# Theodor Innitzer
Theodor Innitzer (Neugeschrei, 25 de dezembro de 1875 - Viena, 9 de outubro de 1955) foi de 1911 Professor de Novo Testamento na Universidade de Viena, 1929-1930 Ministro dos Assuntos Sociais e de 1932 Arcebispo da Arquidiocese de Viena.

## Vida
Nasceu em Neugeschrei em 25 de dezembro de 1875, filho de Wilhelm Innitzer e Maria Seidi. Em 1902, recebeu a ordenação sacerdotal. Em 1906, obteve o doutorado em teologia.
De 1913 a 1932, foi professor de exegese do Novo Testamento na Universidade de Viena, onde também foi reitor de 1928 a 1929. De 1928 a 1930, foi ministro de Assuntos Sociais no terceiro ministério do Chanceler Johann Schober. Em 1932, tornou-se Arcebispo de Viena e recebeu a ordenação episcopal.
O Papa Pio XI o elevou à categoria de cardeal (do título de San Crisogono) no consistório de 13 de março de 1933.
Em 18 de março de 1938, ele assinou uma declaração a favor da anexação da Áustria à Alemanha de Hitler e precedeu sua assinatura com a saudação nazista "Heil Hitler!". Tanto por causa da severa repreensão que recebeu de Pio XI, quanto por causa da revogação do Concordato com a Santa Sé pelo governo alemão, Innitzer acabou revisando seu apoio ao governo nacional-socialista e, durante a Segunda Guerra Mundial, se manifestou contra a perseguição de judeus e ciganos.
Ele morreu em Viena em 9 de outubro de 1955, aos 79 anos.